# زولتان هارچا
زولتان هارچا (مجاری: Zoltán Harcsa؛ زادهٔ ۲۰ نوامبر ۱۹۹۲) بوکسور اهل مجارستان است.